# Ernst Lodewijk van Hessen-Darmstadt (landgraaf)
Ernst Lodewijk van Hessen-Darmstadt (Gotha, 15 december 1667 – Einhausen, 12 september 1739) was van 1678 tot aan zijn dood landgraaf van Hessen-Darmstadt. Hij behoorde tot het huis Hessen-Darmstadt.

## Levensloop
Ernst Lodewijk was de oudste zoon van landgraaf Lodewijk VI van Hessen-Darmstadt en diens tweede echtgenote Elisabeth Dorothea van Saksen-Gotha-Altenburg, dochter van hertog Ernst I van Saksen-Gotha. Na het overlijden van zijn vader in 1678 werd zijn oudere halfbroer Lodewijk VII landgraaf van Hessen-Darmstadt. Lodewijk VII stierf echter enkele maanden later, waarna Ernst Lodewijk zijn halfbroer opvolgde als landgraaf. Wegens zijn minderjarigheid werd hij tot in 1688 onder het regentschap geplaatst van zijn moeder.
In 1688 moest Ernst Lodewijk zijn residentie in Darmstadt verlaten wegens de Negenjarige Oorlog tegen Frankrijk, aangezien de stad samen met Rüsselsheim en Dornberg door Franse troepen bezet werd. Vervolgens resideerde hij tot in 1698 in Nidda en Gießen. Na de dood van zijn moeder en eerste echtgenote drong hij het piëtisme beslissend terug in zijn gebieden en werden al zijn toenmalige ambtenaren ontslagen. In Hessen-Darmstadt voerde Ernst Lodewijk het absolutisme in, wat een vernieuwing van het belastingsysteem, de oprichting van een oorlogsdepartement en een uitbreiding van de steden, voornamelijk Darmstadt, tot gevolgen had. De Landsstaten werd zo goed als niet meer samengeroepen en Ernst Lodewijk voerde belastingverhogingen eigenhandig door. 
Hij gold als een promotor van theater en muziek en dichtte persoonlijk kerkliederen. Ook componeerde hij marsen en speelde hij gamba. Zijn kapelmeester was Christoph Graupner, die in 1723 aangesteld werd als cantor in de Thomaskerk van Leipzig, maar uiteindelijk niet mocht vertrekken uit Darmstadt van de landgraaf. Omdat de schuldenberg van het landgraafschap toenam door zijn spilzucht, zijn nastreven van representatie, zijn bouwpassie en zijn liefde voor pracht en praal, begon hij zich bezig te houden met alchemie. Nadat het Slot van Darmstadt in 1715 afgebrand was, liet hij het kasteel opnieuw aanleggen door bouwmeester Louis Remy de La Fosse. Ernst Lodewijks grote jachtpassie kwam tot nadruk in de bouw van vele jachtsloten. Deze uitgaven waren zo belastend dat Ernst Lodewijk in 1718 door zijn ambtenarenapparaat en theologen gedwongen werd om de parforcejacht op te geven.
In september 1739 stierf hij op 71-jarige leeftijd in zijn jachtslot Jägersburg in Einhausen.

## Huwelijken en nakomelingen
Op 1 december 1687 huwde Ernst Lodewijk met zijn eerste echtgenote Dorothea Charlotte (1661-1705), dochter van markgraaf Albrecht van Brandenburg-Ansbach. Ze kregen vijf kinderen:
- Dorothea Sophia (1689-1723), huwde in 1710 met graaf Johan Frederik van Hohenlohe-Öhringen
- Lodewijk VIII (1691-1768), landgraaf van Hessen-Darmstadt
- Karel Willem (1693-1707)
- Frans Ernst (1695-1717)
- Frederica Charlotte (1698-1777), huwde in 1720 met landgraaf Maximiliaan van Hessen-Kassel

Op 20 januari 1727 huwde hij met Sophie von Spiegel zu Desenberg (1690-1751), die later verheven werd tot gravin van Eppstein. Zijn tweede huwelijk was een morganatisch huwelijk. Ze kregen twee dochters:
- Louise Charlotte (1727-1753), gravin van Eppstein
- Frederica Sophia (1730-1770), gravin van Eppstein, huwde in 1764 met vrijheer Johan Karel Lodewijk Christiaan van Pretlack

Hij had tevens een buitenechtelijke zoon uit zijn relatie met Charlotte von Forstner (1686-1727):
- Frederik Karel Lodewijk van Hohenstein-Fürstenfeld (1711-1715)